# Jean-Philippe Mauras
Jean-Philippe Mauras, né en 1968 à Vannes, est un musicien, directeur de programmation, metteur en scène et producteur français. De 2001 à 2013,  il a été le directeur artistique et général du Festival de Cornouaille Quimper  et de Kerne Production, sa filiale de développement artistique. En 2013, il fonde une agence artistique spécialisée dans les musiques celtiques, Lenn Production, qu'il dirige jusqu'en 2022. De 2016 à 2022, il produit et assure la direction artistique d'un rendez-vous mensuel consacré à la musique celtique à Paris, le Paris Celtic Live et de 2020 à 2022, son équivalent rennais, le Roazhon Celtic Live.  
Il devient le troisième directeur artistique du festival interceltique de Lorient à partir de 2021. 

## Biographie
Il commence à pratiquer très jeune la culture bretonne, et est enfant membre des cercle et du bagad de Vannes. Il a acquis une notoriété au sein de Follenn, de Drumlin et plus récemment, d'Amañ, groupes spécialisés dans la musique bretonne et qui jouent dans les festoù-noz, le premier ayant donné lieu à une discographie notable avec la Coop Breizh, principal éditeur de musique bretonne. Dans le deuxième, il joue de la flûte traversière en bois et participe à la composition musicale.
Titulaire d'un DHEPS consacré à l'expression dramatique, il a enseigné le théâtre pendant quelques années en milieu scolaire et avait fondé de 1996 à 2003 la compagnie du Théâtre des Mangeurs d'Étoiles jouant des pièces de Jean-Paul Alègre, René De Obaldia ou A-R.Gurney - Cette compagnie avait également écrit un spectacle de rue "Les 4 Toms" tournant sur différents festivals en 1999.
En 1988, il fonde avec quelques amis l'association DISUL, dont il devient président, pour la promotion et l'organisation de manifestations valorisant les musiques ethniques sur le pays de Vannes jusqu'en 1996.
Après avoir été programmateur bénévole, pendant deux ans, pour les concerts pour jeunes du Festival de Cornouaille, à Quimper, il est nommé en 2001 directeur artistique salarié puis directeur général de la structure, dont il s'est fait l'historien en 2010. 
En 2003, à l'occasion du 80e anniversaire du festival, il crée et met en scène l'héritage d'une culture, spectacle célébrant la mémoire de la manifestation à travers la danse, la musique et les images. En 2006, il met en place une manifestation Talents en Scène visant à promouvoir la nouvelle scène bretonne et un département de développement artistique, Kerne Production, qui va rapidement se développer et travailler pour des artistes comme Dan ar Braz, Red Cardell, Malicorne, Bagad Kemper...
En juillet 2010, il a créé et mis en scène une comédie musicale, Heol, la Bretagne en héritage, qui résumait l'histoire de la musique et de la danse bretonne dans la région de Quimper depuis 80 ans. 

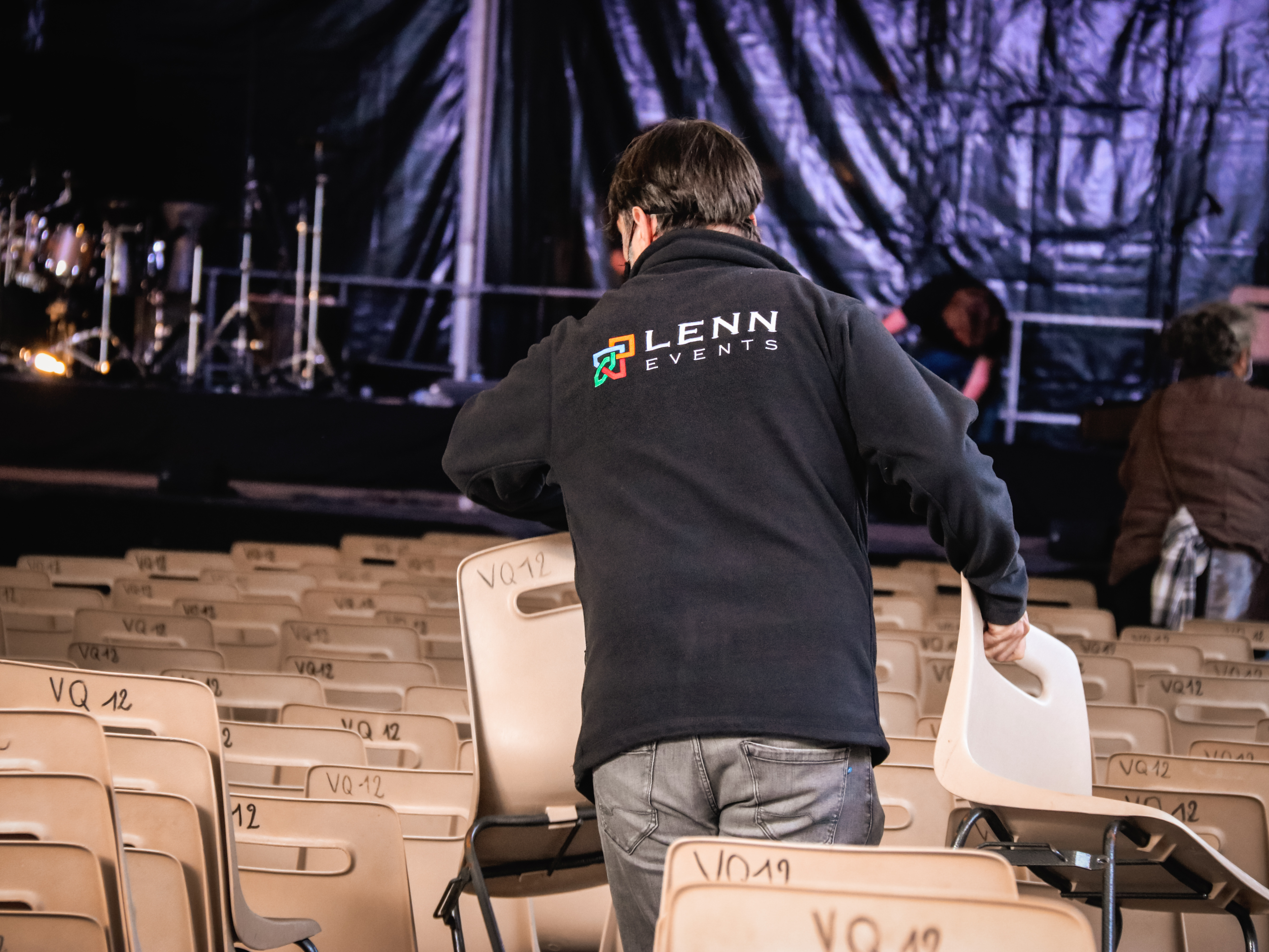
Concert Lenn Production à Quimper en août 2020.

En juin 2013, après son départ du festival de Cornouaille, il crée une société de production et de diffusion appelée Lenn Production. Cette société est spécialisée dans les musiques celtiques et contribue à la diffusion et à l'organisation de tournées et de concerts. Elle travaille pour des artistes comme Diane Tell, Didier Squiban, Gilles Servat, Ronan Le Bars, Cécile Corbel, Gwennyn, Solas, The Chieftains, Lunasa, Capercaillie, Calum Stewart, Karen Matheson, Flook... 
En 2014 et 2015, Lenn Events est chargé de la production exécutive de la collection Gwenn-Ha-Du du créateur-brodeur Pascal Jaouen.
En 2018, il crée Lenn Live, où il présente un catalogue d'artistes français et internationaux dans des styles différents (Diane Tell, Bears of Legend, Bellflower, ...).
En 2016, il fonde et prend la direction artistique d'un rendez-vous mensuel au Pan Piper à Paris consacré à la musique celtique, le Paris Celtic Live jusqu'en 2022. Puis, de 2020 à 2022, un rendez-vous à Rennes, le Roazhon Celtic Live. 
En avril 2021, il est nommé à la direction artistique du festival interceltique de Lorient. Il met notamment en place dès 2022 une nouvelle scène destinée à un public plus jeune, le Kleub. 

## Discographie
Avec Follenn (musique bretonne)
- 1988 : Loin d'ici, c'est pas tout près (Coop Breizh)
- 1995 : B.O.B (Coop Breizh)
- 1998 : Revenezy (Coop Breizh)
- 2001 : 32 temps (Coop Breizh)
- 2004 : D'un bout à l'autre (Coop Breizh)
- 2008 : Joli petit joli (Coop Breizh)

Avec Drumlin (musique irlandaise)
- 1996 : Au Ballyshannon (Autoproduction)
- 1998 : Swanns Cross Roads (Autoproduction)

Avec Amañ (musique bretonne)
- 2012 : Berr 1 EP (Autoproduction)
- 2014 : Hag Bremañ (Coop Breizh)